# Юрченко Василь Васильович
Юрченко Василь Васильович (псевдонім Василь Борейко, *7 січня 1916, Літки — †18 березня 1998) — український письменник, публіцист, перекладач і літературознавець. Нащадок козацького отамана XVII ст. Степана Юрченка.

## Біографія
Народився 7 січня 1916 року в селі Літки Броварського району. Закінчив семирічну школу, а потім фабрично-заводське училище київського заводу «Точприлад». У 1937 році поступає на філологічний факультет Київського університету ім. Т. Шевченка. Учасник Великої Вітчизняної війни.
З вересня 1944 по вересень 1947 року працював викладачем української літератури і теорії літератури в Чернігівському державному учительському інституті. Перша публікація Василя Юрченка з'явилася у 1946 році в чернігівській обласній газеті «Деснянська правда» і була присвячена Т. Г. Шевченку, а його перший віршований переклад був виданий у 1948 році.
З лютого 1948 року по березень 1960 року працював спочатку методистом, а потім завідувачем відділу фольклору в Центральному будинку народної творчості УРСР. У 1956 році видає свою першу книгу «Деякі питання поетичної майстерності».
З 1960 і до виходу на пенсію у 1976 році працював у видавництві «Мистецтво» на посаді старшого редактора.
Василь Юрченко помер 18 березня 1998 року, похований у селі Літки

## Літературний доробок
Василь Юрченко — редактор і упорядник великої кількості книг: «Агіткультбригада» (1965), «Новий рік у клубі» (1969), «Чудеса — без чудес» (1970), «На щастя, на здоров'я» (1971) та багатьох інших. Йому належать інтермедії «Вивернута сорочка», «Ясна причина», «Бібліотечні задачі», «Очі дівочі», «А все через відро», «Погорільці», оповідання «Льончик», «Персональне пекло», «Як Галя стала щасливою».
У 1972 році виходить друком його драма-феєрія «Балада про Ладину», у 1987 року — книга «Слово у пісні».